# Mia Barron
Mia Barron (Toronto, ...) è un'attrice statunitense.
Ha vinto un Obie per la sua interpretazione in Hurricane Diane al New York Theatre Workshop. Inoltre ha vinto un Obie e un Drama Desk Award per il suo lavoro nella produzione Off-Broadway di The Wolves. Ha co-creato, insieme al regista Lars Jan, un adattamento teatrale di The White Album di Joan Didion, presentato in anteprima a New York con il tutto esaurito all'Harvey Theatre come parte del Next Wave Festival. È nota per le sue varie apparizioni in opere teatrali di New York, oltre alla sua carriera televisiva e cinematografica indipendente. Ha prestato le voci originali di Molotov Cocktease e Sally Impossible nella serie animata The Venture Bros. di Adult Swim, in onda a tarda notte su Cartoon Network.

## Doppiatrici italiane
Nelle versioni in italiano delle opere in cui ha recitato, Mia Barron è stata doppiata da:
- Claudia Catani in Grey's Anatomy
- Cinzia De Carolis in Elementary
- Irene Di Valmo in Get Shorty

Da doppiatrice è sostituita da:
- Emilia Costa in The Venture Bros.